# Provincia di Kirundo
La provincia di Kirundo è una delle 18 province del Burundi con 628 256 abitanti (censimento 2008).
Prende il nome dal suo capoluogo Kirundo.

## Geografia antropica

### Suddivisioni amministrative
La provincia è suddivisa in 7 comuni:
- Bugabira
- Busoni
- Bwambarangwe
- Gitobe
- Kirundo
- Ntega
- Vumbi

## Codici
- Codice HASC: BI.KI
- Codice ISO 3166-2: KI
- Codice FIPS PUB 10-4: BY16